# Roberto Goyeneche
Roberto Goyeneche (29 de janeiro de 1926 à 27 de agosto de 1994) foi um cantor de tango embora tenha nascido em Urdinarrain, Entre Ríos, muito jovem mudou-se para o bairro de Saavedra (Buenos Aires).
Era tradicional morador de Saavedra, onde cresceu e em 1944, aos 18 anos, juntou-se à orquestra Kaplún's e passou a integrar o cast da radio Belgrano. Em 1952, uniu-se a Horacio Adolfo Salgán e mais tarde, em 1956, a Aníbal Troilo. Foi o primeiro interprete do clássico de Ástor Piazzolla Balada Para Un Loco. Sua carreira solo iniciou em 1963 e durante os anos de 1980, participou como convidado nos filmes El Exilio de Gardel e Sur, ambos dirigidos por Fernando Solanas.
Naquela época o cantor Ángel Díaz "El Paya" o apelidou de "El Polaco" por ser magro e ter longos cabelos loiros, parecidos com os jovens de origem polonesa da época.